# Dusona sauteri
Dusona sauteri är en stekelart som först beskrevs av Tohru Uchida 1932.  Dusona sauteri ingår i släktet Dusona och familjen brokparasitsteklar. Inga underarter finns listade i Catalogue of Life.